# Церковь Святой Троицы (Ищелно)
Церковь Пресвятой Троицы (бел. Касцёл Найсвяцейшай Тройцы) — католический храм в деревне Ищелно, Гродненская область, Белоруссия. Относится к Щучинскому деканату Гродненского диоцеза. Памятник архитектуры в стиле позднего барокко, построен в 1755—1758 году. Храм включён в Государственный список историко-культурных ценностей Республики Беларусь.

## История
Впервые Ищелно упоминается в 1515 году, когда здесь был образован католический приход. В тот же период владелец поселения, Андрей Довойнович, построил деревянный костёл Пресвятой Троицы.
В 1740 году Ищелно перешла во владение Яна Вала, который построил здесь усадьбу. В 1755—1758 году его сын, гродненский хорунжий Ю. Вал, построил каменный костёл в барочном стиле, освящённый во имя Пресвятой Троицы.
В XIX веке рядом с храмом построена невысокая одноярусная колокольня.

## Архитектура
Храм представляет собой однонефное здание с пятигранной апсидой и боковыми ризницами. Доминирующее положение в композиции занимает главный фасад, по бокам которого расположены квадратные в плане башни, рельефно выступающие из основного объёма. Башни имеют шлемовидные завершения. Фасадные и боковые плоскости башен опоясаны карнизами, расчленены плоскими прямоугольными филёнками и прорезаны прямоугольными, лучковыми и полуциркульными оконными проёмами. Боковые фасады здания завершены карнизами и расчленены в верхней части двумя рядами лучковых окон.
В интерьере выделяются три алтаря и амвон, выполненные в стиле рококо. Главный алтарь двухъярусный. Первый ярус, установленный на высоком цоколе, разделён колоннами коринфского ордера на три части, отделён от второго яруса волнообразным антаблементом с лепным декором. В центре главного алтаря находится большой образ «Две троицы», копия картины 1670 года Бартоломе Эстебана Мурильо; слева — икона «Св. Петр», справа — «Крещение». Два боковых алтаря посвящены Св. Анне и Богоматери Остробрамской, формой и декором напоминают главный, но немного меньше его, увенчаны скульптурными композициями. Амвон волнообразной формы, декорирован лепными рокайлями и скульптурной композицией на библейские темы. На правой стене находится лепная горельефная композиция «Архангел Михаил побеждает Зло».
Рядом с храмом установлены каменные солнечные часы XVIII века, сделанные в Вильне по заказу. Согласно некоторым источникам, это единственные солнечные часы в Белоруссии.